# Gitterkreuz
Als Gitterkreuze wird in der Kartografie ein rechtwinkliges System von Kreuzen bezeichnet. Diese Marken sind in konstanten Abständen aufgedruckt (z. B. 100 m × 100 m (Hektarmarken) oder 1 km × 1 km), was meist auf derselben Druckplatte wie die „Situation“ erfolgt. Üblicherweise stellen sie die Schnittpunkte von ganzzahligen Koordinatenlinien dar. Die Gitterkreuze dienen einerseits zur Erleichterung von Messungen (siehe Kartometrie), andererseits zur Kontrolle des Kartenmaßstabes.